# San José de Uluapan
San José de Uluapan är en ort i Mexiko.   Den ligger i kommunen Salamanca och delstaten Guanajuato, i den centrala delen av landet, 250 km nordväst om huvudstaden Mexico City. San José de Uluapan ligger 1 728 meter över havet och antalet invånare är 155.
Terrängen runt San José de Uluapan är en högslätt, och sluttar norrut. Runt San José de Uluapan är det ganska tätbefolkat, med 185 invånare per kvadratkilometer. Närmaste större samhälle är Salamanca, 4,4 km norr om San José de Uluapan. Trakten runt San José de Uluapan består till största delen av jordbruksmark.